# Циборијум
Циборијум (грч. κιβώριον) је елемент ранохришћанске архитектуре, који представља посебну надстрешницу у базилици (или другој цркви), која је постављена изнад часне трпезе, коју штити. Због тога је симбол неба. Понекад се циборијум назива и балдахин.
- Црква Св. Петра у Риму
- Регенсбуршка катедрала у Немачкој
- Санта Марија Асунта у Италији
- Ст. Амброђо у Милану
- Сан Паоло Фуори ле Мура у Риму
- Катедрала у Сијени